# Rebellion 1999
Rebellion 1999 è stata la prima edizione dell'evento in pay-per-view Rebellion, prodotto dalla World Wrestling Federation. L'evento si è svolto il 2 ottobre 1999 alla National Indoor Arena di Birmingham.

## Risultati
| #          | Incontri | Stipulazioni                                          | Durata |
| ---------- | --- | ----------------------------------------------------- | ------ |
| Dark match | Christian ha sconfitto Crash Holly                                                                             | Single match                                          | 04:39  |
| 1          | Jeff Jarrett (c) (con Miss Kitty) ha sconfitto D'Lo Brown                                                      | Single match per il WWF Intercontinental Championship | 06:00  |
| 2          | The Godfather ha sconfitto Gangrel                                                                             | Single match                                          | 04:04  |
| 3          | Val Venis ha sconfitto Mark Henry                                                                              | Single match                                          | 03:01  |
| 4          | Ivory ha sconfitto Jacqueline, Luna Vachon e Tori                                                              | Four corners match per il WWF Women's Championship    | 03:16  |
| 5          | Chris Jericho (con Mr. Hughes) ha sconfitto Road Dogg                                                          | Single match                                          | 10:29  |
| 6          | Chyna ha sconfitto Jeff Jarrett (con Miss Kitty) per squalifica                                                | Single match                                          | 02:22  |
| 7          | Kane ha sconfitto Big Show                                                                                     | No disqualification match                             | 07:54  |
| 8          | The British Bulldog ha sconfitto X-Pac                                                                         | Single match                                          | 05:10  |
| 9          | Edge e Christian hanno sconfitto The Acolytes (Bradshaw e Faarooq) e The Hollys (Crash Holly e Hardcore Holly) | Triangle match                                        | 09:03  |
| 10         | Triple H (c) ha sconfitto The Rock                                                                             | Steel cage match per il WWF Championship              | 22:56  |